# Ouled Sellam
Ouled Sellam, Aït Sellam (en chaoui :   ⴰⵢⵝ ⵙⵍⴰⵎ Ayth Sellam) est une commune située au nord-ouest la wilaya de Batna en Algérie. Il s’agit également d’une des grandes tribus chaouies des Aurès inférieures, elle a comme ancêtres Sellam, un Romain chrétien.
Le village principal s'appelle M'cil, où se trouvent le conseil municipal et les écoles, ainsi qu'un hôpital et un stade de football.

## Géographie

### Situation
Le territoire de la commune d'Ouled Sellam est situé au nord de la wilaya de Batna.
| Beidha Bordj (wilaya de Sétif) | Tella (wilaya de Sétif) | Hammam Soukhna (wilaya de Sétif) |
| Beidha Bordj (wilaya de Sétif) | Ouled Sellam            | El Hassi                         |
| Beidha Bordj (wilaya de Sétif) | Talkhamt                | Ksar Bellezma                    |

### Localités de la commune
La commune d'Ouled Sellam est composée de 10 localités :
- Amellah (ⴰⵎⵍⴰⵀ)
- Asmoumi (ⴰⵎⵙⵓⵎⵉ)
- Tifelouine (ⵜⵉⴼⵍⵡⵉⵏ)
- Kaf Lahmer (ⵉⴼⵔⵉ ⴰⵣⵓⴳⴰⴳ)
- Lachraf (ⵛⵛⴰⵔⴼ)
- Lemgram (ⴰⵎⴳⵔⴰⵎ)
- M'Cil (Tassa) (ⵜⴰⵙⴰ)
- Ras El M'Cil (ⵉⵅⴼ ⵏ ⵎⵙⵉⵍ)
- Tanout (ⵜⴰⵏⵓⵜ)
- Timedouine (ⵜⵉⵎⴷⵉⵡⵉⵏ)

## Toponymie
Le nom de la commune provient du nom de la tribu Chaouie des Aït Sellam.

## Histoire
Durant l'époque coloniale française, la tribu des Ouled Sellam était réputée pour son charbon, qu’elle acheminait à Constantine, à tel point qu’ils étaient appelés « les charbonniers ». Avant 1957, il n’existait qu’un douar, le Douar M’cil. En 1957, est fondée le commune de M’cil qui fusionnera avec la commune de Telkhemt en 1967. Après le découpage administratif de 1984, la commune est reconstituée et prend le nom d’Ouled Sellam, du nom de la tribu qui l’occupe.

## Tourisme
La commune compte plusieurs sites touristiques.